# Oljekrisen 1979

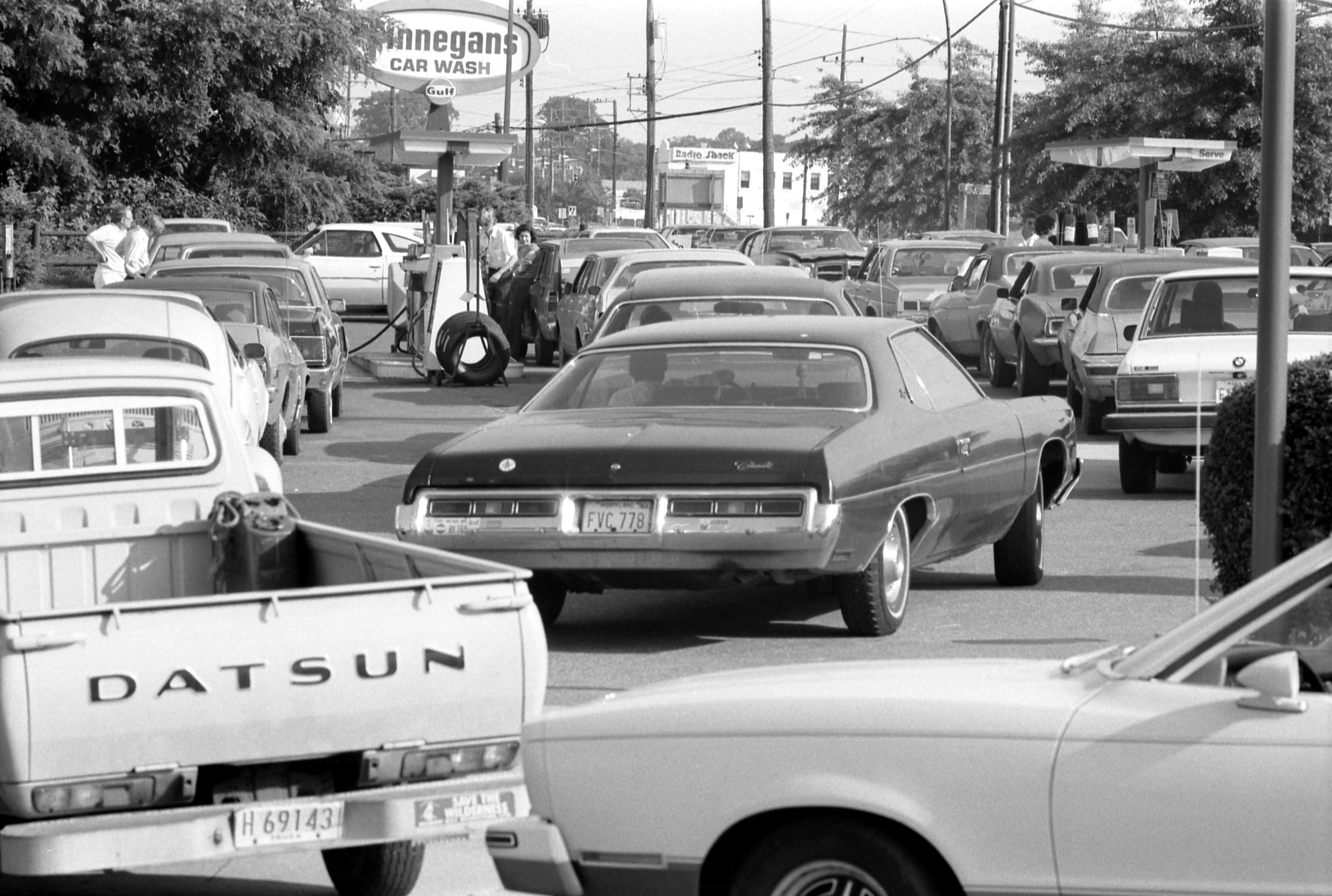
Bilkö vid en bensinstation i delstaten Maryland i USA den 15 juni 1979.

Oljekrisen 1979 var en prisstegring på petroleum på grund av oroligheterna i mellanöstern i samband med den Iranska revolutionen 1979, när Irans shah Mohammad Reza Pahlavi flydde från Iran, och Ayatollah Khomeini tog över makten. Oroligheterna skakade den iranska petroleumsektorn, och förvärrades när Iran–Irak-kriget utbröt i september 1980. Då den nya regimen kunde återuppta petroleumexporten var det på lägre volym. Saudiarabien och andra OPEC-medlemsländer med Dr. Mana Alotaiba som OPEC:s ordförande ökade produktionen för att kompensera minskningen, och det slutliga bortfallet var omkring 4 procent. Stor panik utbröt dock på många håll i världen, vilket fick upp priserna ännu högre än vad som skulle antagits under vanliga förhållanden. I USA satte Carteradministrationen upp priskontroller.

### Fotnoter
1. ↑  Tomas Linnala (24 februari 2011). ”70-talets oljekriser i repris”. Svenska dagbladet. http://www.svd.se/70-talets-oljekriser-i-repris. Läst 5 maj 2016.